# Астафьево (Волоколамский район)
Астафьево — деревня в Волоколамском районе Московской области России.
Относится к Теряевскому сельскому поселению, до муниципальной реформы 2006 года относилась к Шестаковскому сельскому округу. Население — 4 человека (2010).

## География
Деревня Астафьево расположена рядом с автодорогой Р107 Клин — Лотошино, примерно в 25 км к северо-востоку от Волоколамска и в 30 км к западу от Клина, на правом берегу ручья Локнаш (бассейн Иваньковского водохранилища). Ближайшие населённые пункты — деревни Каверино, Милухино и Тарасово.

## Население
| 1852 | 1859 | 1890 | 1899 | 1926 | 2002 |
| ---- | ---- | ---- | ---- | ---- | ---- |
| 408  | ↘406 | ↘392 | ↘282 | ↘269 | ↘5   |
| 2006 | 2010 |      |      |      |      |
| →5   | ↘4   |      |      |      |      |

## Происхождение названия
Деревня получила название от имени Остафий, разговорной формы канонического личного имени Евстафий.

## История
В «Списке населённых мест» 1862 года Астафьева — казённая деревня 1-го стана Клинского уезда Московской губернии по правую сторону Волоколамского тракта, в 34 верстах от уездного города, при пруде, с 53 дворами и 406 жителями (175 мужчин, 231 женщина).
По данным на 1890 год входила в состав Калеевской волости Клинского уезда, число душ составляло 392 человека.
В 1913 году — 63 двора, земское училище, войлочный завод и кузница.
В 1917 году Калеевская волость была передана в Волоколамский уезд.
По материалам Всесоюзной переписи населения 1926 года — центр Астафьевского сельсовета Калеевской волости Волоколамского уезда, проживало 269 жителей (116 мужчин, 153 женщины), насчитывалось 60 крестьянских хозяйств, имелась школа.
С 1929 года — населённый пункт в составе Волоколамского района Московской области.